# Elusa albistigma
Elusa albistigma là một loài bướm đêm trong họ Noctuidae.